# 380 av. J.-C.
Cette page concerne l'année 380 av. J.-C. du calendrier julien proleptique.

## Événements
- 31 juillet du calendrier romain : entrée en charge à Rome de tribuns militaires à pouvoir consulaire : Lucius Valerius Publicola, Publius Valerius Potitus Publicola, Lucius Menenius Lanatus, Sergius Fidenas, Papirius Cursor, Servius Cornelius Maluginensis[1]. Titus Quinctius Cincinnatus Capitolinus est nommé dictateur ; il vainc les Prénestiens sur l’Allia, rivière de mauvais augure, puis prend Velitrae et Préneste, mettant fin à la révolte des Latins[2].
- Été :
  - en Égypte, à la mort du pharaon Achôris, son fils Néphéritès II lui succède et règne pendant quelques mois[3].
  - à l'occasion des jeux olympiques, Isocrate publie son Discours panégyrique d'Athènes qui prône l'unification des cités grecques, en particulier Athènes et Sparte, contre la menace de l'invasion perse[4].

- Novembre : Nectanébo Ier, descendant de Néphéritès Ier, détrône Néphéritès II. Originaire de Sébennytos, dans le delta, il fonde la XXXe dynastie sébennytique (fin en 341 av. J.-C.) et fait échouer en 373 av. J.-C. une nouvelle tentative de reconquête perse, sans l’aide des Grecs[3]. Il réussit à mener une politique de construction qui laisse de nombreuses traces dans les sanctuaires égyptiens et qui prouve que l’Égypte de cette époque garde encore une vivacité culturelle intense : restauration des enceintes des temples de Karnak, construction entamée du premier pylône du temple d’Amon, début des travaux du temple d’Isis à Philæ, édifices de la vallée et du delta qui se multiplient sous les règnes de Nectanébo Ier et de Nectanébo II. De nombreuses mesures d’immunité fiscale renforcent la prospérité des temples.

- Dans l’île de Ceylan, fondation de la cité antique d’Anurâdhapura par le roi Pandukabhaya. Elle est la capitale de l’île jusqu’en 992 quand elle est abandonnée par Mahinda V lors de l’invasion des Tamouls[5].

## Naissances en 380 av. J.-C.
- Pythéas, explorateur et savant grec massaliote (mort en 306 av. J.-C.).
- Mencius, penseur chinois.
- Darius III, roi de Perse.
- Anaximène de Lampsaque.
- Hui Shi, logicien chinois.

## Décès en 380 av. J.-C.
- Pharaon Achôris (Achôris Khénemma Rê) début de règne en 393 av. J.-C..
- Agésipolis Ier, roi de Sparte (394/380 av. J.-C.).
- Pausanias Ier, ancien roi de Sparte (408/394 av. J.-C.), mort en exil, père du précédent.
- Aristophane, le plus grand poète comique grec de l'antiquité, né vers 445 av. J.-C..
- Démocrite, philosophe grec, né vers 480 av. J.-C.. Il est le précurseur direct d'Épicure qui reprendra son atomisme.
- Euclide de Mégare, mathématicien grec, né vers 450 av. J.-C.. Il fut fondateur de l'école d'Alexandrie  et disciple de Socrate.
- Gorgias, philosophe grec sophiste présocratique, né vers 485 av. J.-C.. Il vécut centenaire.
- Hippocrate, le plus grand médecin grec de l'antiquité, à Larissa, né dans l'île de Cos vers 460 av. J.-C..
- Cimon de Syracuse, graveur de génie qui travailla à Syracuse entre 415 av. J.-C. et sa mort.
- Lysias, orateur et écrivain athénien, né vers 440 av. J.-C..